# Dudar (Ungarn)
Dudar ist eine ungarische Gemeinde im Kreis Zirc im Komitat Veszprém. Zur Gemeinde gehören die Ortsteile Kisdudar und Régibánya.

## Geografische Lage
Dudar liegt 24,5 Kilometer nordöstlich des Komitatssitzes Veszprém und 8 Kilometer nordöstlich der Kreisstadt Zirc. Nachbargemeinden sind Bakonyoszlop, Csetény, Bakonynána und Nagyesztergár.

## Geschichte
Im Jahr 1913 gab es in der damaligen Kleingemeinde 232 Häuser und 1186 Einwohner auf einer Fläche von 4218 Katastraljochen. Sie gehörte zu dieser Zeit zum Bezirk Zircz im Komitat Veszprém.

## Gemeindepartnerschaften
- Noyant-la-Gravoyère, Frankreich[3]
- Süpplingen, Deutschland[3]

## Sehenswürdigkeiten
- Gedenktafel für die Opfer im Bergbau
- Holzskulptur Megnyilatkozás, erschaffen von Károly Póda
- Reformierte Kirche, erbaut 1798 im spätbarocken Stil
- Römisch-katholische Kirche Rózsafüzér Királynéja, erbaut 1992, der  Glockenturm wurde später hinzugefügt
- Wandmosaik Olvasó parasztok, erschaffen 1983 von László Bencze
- Weltkriegsdenkmal

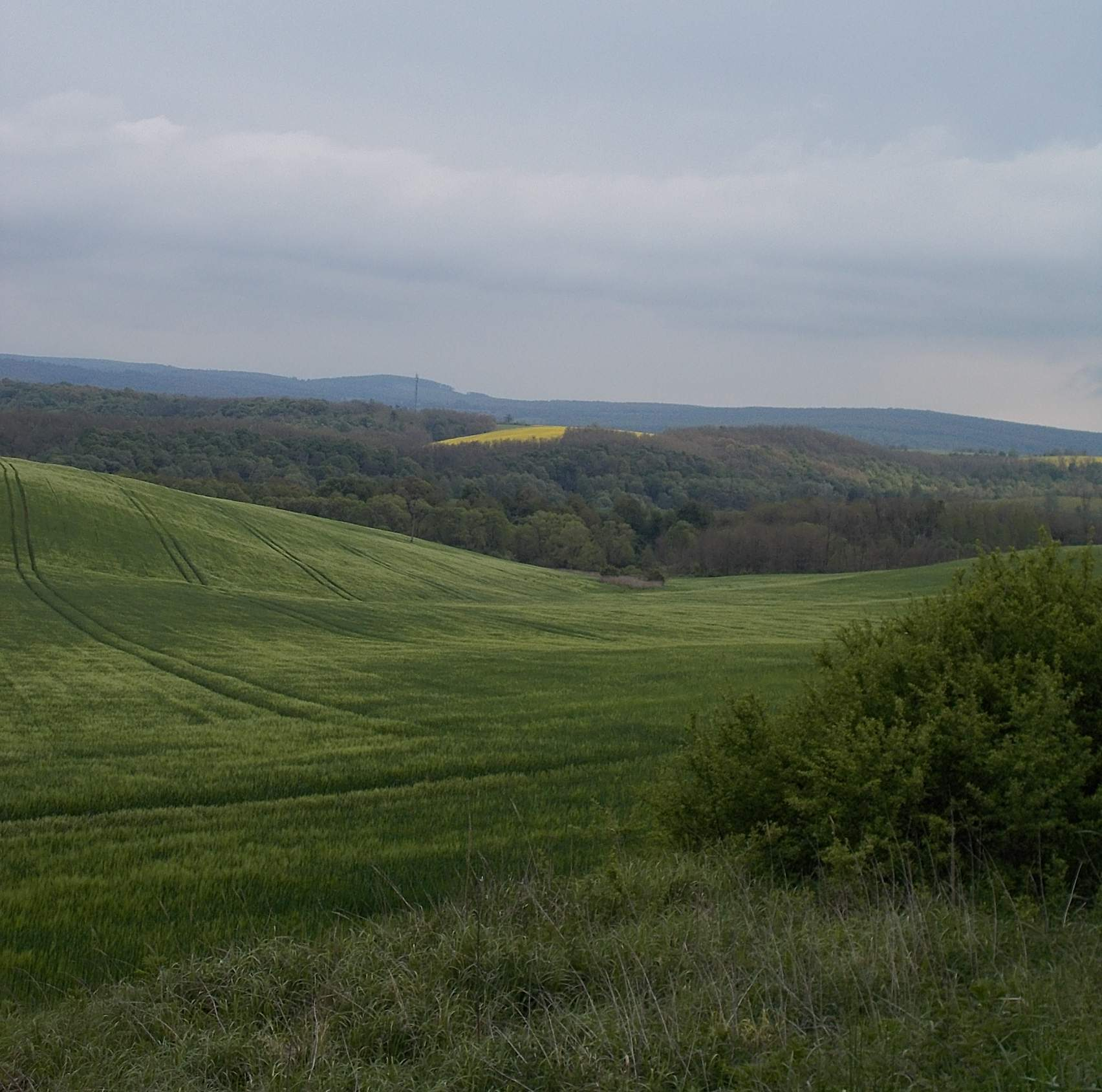
Landschaft östlich von Dudar (Richtung Csetény)
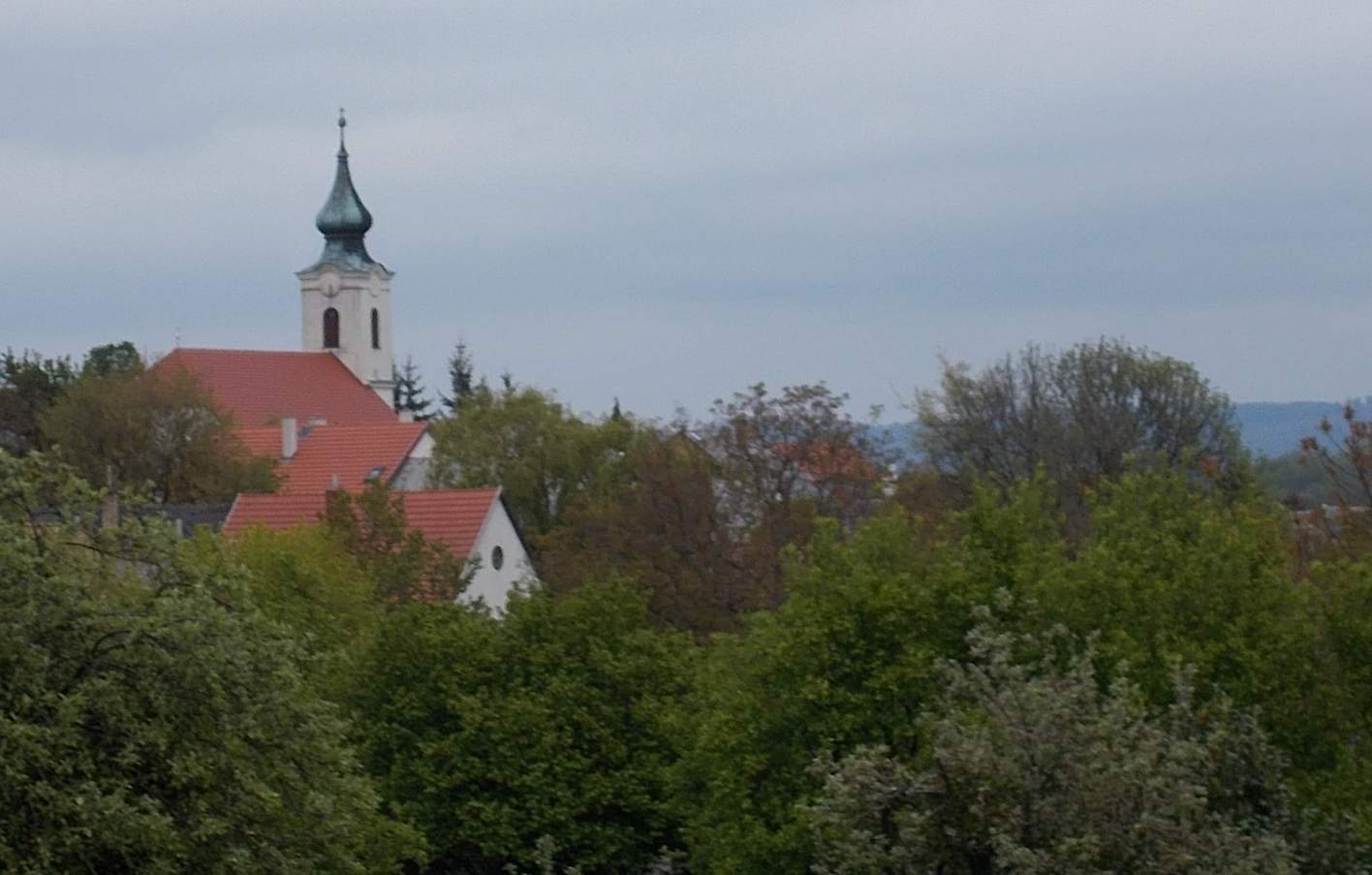
Blick auf die reformierte Kirche
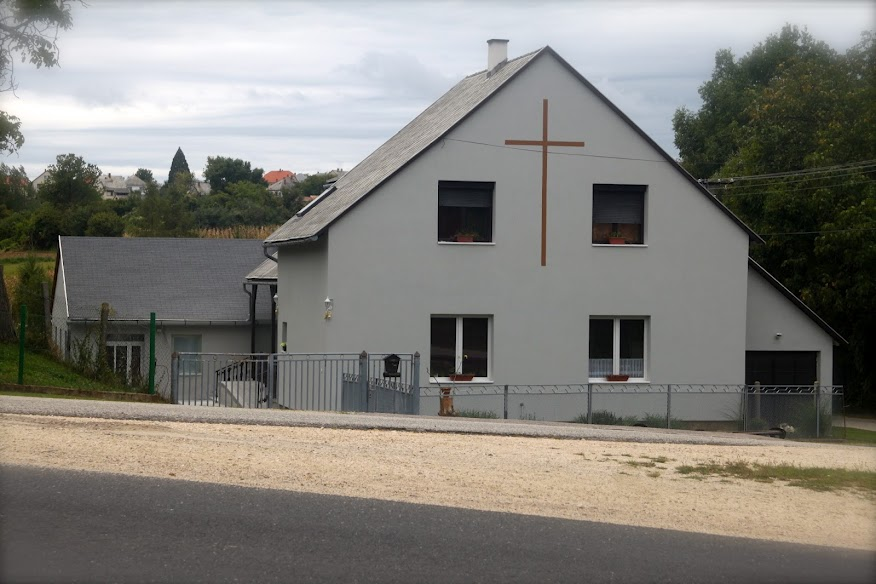
Gemeindehaus der Pfingstkirche
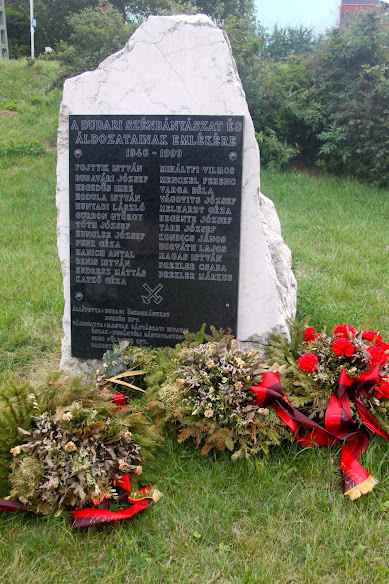
Gedenktafel für die Opfer im Bergbau

## Verkehr
In Dudar treffen die Landstraßen Nr. 8216 und Nr. 8219 aufeinander. Es bestehen Busverbindungen nach Bakonynána, über Bakonyoszlop nach Bakonyszentkirály, Nagyesztergár nach Zirc sowie über Csetény, Bakonycsernye und Balinka nach Bodajk. Der nächstgelegene Bahnhof befindet sich in Zirc.